# Devil's Bowl Speedway
Devil's Bowl Speedway est un circuit de course automobile ovale de 1/2 mille (805 m) situé à West Haven, Vermont aux États-Unis.
En opération depuis 1967, la piste était en terre battue jusqu'à la saison 2009. La piste a été asphaltée en 2010. Elle est sous sanction NASCAR Whelen All-American Series. L'ACT Tour s'y produit depuis 2010.
En 2012, est créé le Vermont State Late Model Championship, une mini-série de quatre courses pour voitures Late Model Sportsman, deux à Devil's Bowl et deux à Thunder Road. Dave Pembroke a été couronné premier champion de cette mini-série.

## Vainqueurs ACT Tour
- 22 mai 2011 Brian Hoar
- 6 mai 2012 Wayne Helliwell, Jr.
- 5 mai 2013 Wayne Helliwell, Jr.
- 15 juin 2014 Brian Hoar
- 6 juin 2015 Joey Polewarczyk, Jr.